# ماري ر. بلات هاتش
ماري ر. بلات هاتش (بالإنجليزية: Mary R. Platt Hatch)‏ (19 يونيو 1848 في الولايات المتحدة - 28 نوفمبر 1935، سانتا مونيكا في الولايات المتحدة)؛ مؤلِّفة، كاتِبة مسرحية، شاعرة وروائية أمريكية.